# Cantó de Sant Amanç-Ròcha Savina
El cantó de Sant Amanç-Ròcha Savina és un cantó francès del departament del Puèi Domat, situat al districte d'Embèrt. Té 5 municipis i el cap és Sant Amanç-Ròcha Savina.

## Municipis
- Bertignat
- Grandval
- Le Monestier
- Sant Amanç-Ròcha Savina
- Saint-Éloy-la-Glacière

## Història
| Data d'elecció                           | Identitat        | Partit          | Qualitat |
| ---------------------------------------- | ---------------- | --------------- | -------- |
| 1945-1967                                | Jean Pourtier    | UDSR            |          |
| 1967-1979                                | M. Audry         | RI, després UDF |          |
| 1979-2004                                | André Chassaigne | PCF             |          |
| 2004-                                    | Jean-Luc Coupat  | PS              |          |
| les dades anteriors no són pas conegudes |                  |                 |          |
|                                          |                  |                 |          |

## Demografia
| 1962  | 1968  | 1975  | 1982  | 1990  | 1999  | 2007  |
| ----- | ----- | ----- | ----- | ----- | ----- | ----- |
| 1.770 | 2.039 | 1.786 | 1.554 | 1.420 | 1.375 | 1.372 |